# Joasaph II de Constantinople
Joasaph II de Constantinople dit le Magnifique (en grec : Ιωάσαφ Β΄ Μεγαλοπρεπής) fut patriarche de Constantinople de 1556 à 1565. En son temps (1557) le Patriarcat de Peć a été restauré.

## Biographie
Joasaph est né en Thrace. Il étudie à Ioannina puis à Nauplie, où il apprend l'arabe, le persan et le turc. En 1535, il est consacré évêque et métropolite d'Andrinople par le patriarche Jérémie Ier.
Après la mort de Dionysios II, il est élu patriarche œcuménique de Constantinople en juillet ou août 1556. Il réussit à réduire la taxe de désignation (bakchich) traditionnellement due au sultan ottoman à 1 000 écus.
Joasaph II favorise l'enseignement au sein du clergé, réforme l'administration du patrimoine de l'Église et améliore les finances jusqu'à réduire de moitié les dettes du patriarcat. Il lance un important programme d'agrandissement du palais patriarcal.
Grâce à ces réalisations, il reçoit le surnom de « Magnifique » (grec : Μεγαλοπρεπής). En 1556, il établit une école patriarcale à Constantinople et devient ainsi le précurseur d'un enseignement national grec.
Joasaph II montre un intérêt pour la Réforme protestante et, en 1558, il envoie à Wittemberg le diacre Démetrios en mission d'information. En 1559, le protestant Melanchthon lui adresse une lettre accompagnée d'une traduction de la Confession d'Augsbourg, mais cet échange demeure sans suite. Certains chercheurs estiment que la correspondance de Melanchthon n'a peut-être jamais atteint Constantinople.
Sous son pontificat, un synode excommunie son futur successeur Métrophane, métropolite de Césarée, pour, lors d'un voyage à Rome, avoir envisagé les conditions de l'Union des Églises.
Toutefois l'attitude hautaine de Joasaph II envers le clergé, Les travaux somptuaires qu'il avait engagés ainsi que sa gestion autocratique des finances du patriarcat lui créent de nombreux adversaires parmi la communauté grecque.
Finalement, la cause de sa déposition est liée à la demande, formulée en 1557 par Ivan le Terrible, Grand-Prince de Moscou, de reconnaissance formelle du titre de Tsar qu'il s'était octroyé. Au lieu de convoquer un synode pour délibérer de la question, Joasaph II envoie en Russie un document synodal contrefait afin de recueillir la riche récompense que le Russe avait joint à sa requête. La supercherie du patriarche est découverte, et Joasaph II est déposé pour simonie par un synode d'évêques le 15 janvier 1565 et exilé au Mont Athos.
Quelque temps plus tard, le Saint-Synode accepte qu'il soit réintégré dans son diocèse d'Andrinople, où il demeure jusqu'à sa mort.